# 4586 Gunvor
4586 Gunvor este un asteroid din centura principală, descoperit pe 24 septembrie 1960 de Cornelis van Houten și Tom Gehrels.